# Накіані
Накіані (груз. ნაკიანი) — село в Грузії.
За даними перепису населення 2014 року в селі проживає 182 особи.